# وی هارت ایت
وی هارت ایت (انگلیسی: We Heart It) شرکت فناوری اطلاعات آمریکایی است، که در سال ۲۰۱۱ تأسیس شد.